# Bistum Wanzhou
Das Bistum Wanzhou (lat.: Dioecesis Uanscienensis) ist ein römisch-katholisches Bistum mit Sitz in Wanzhou in der Volksrepublik China.

## Geschichte
Papst Pius XI. gründete das Apostolische Vikariat Wanhsien am 2. August 1929 aus Gebietsabtretungen des Apostolischen Vikariats Chongqing. Mit der Apostolischen Konstitution Quotidie Nos wurde es am 11. April 1946 zum Bistum erhoben.
Am 10. Januar 2001 starb Bischof Matthias Duan Yin-ming, einer der letzten lebenden Bischöfe, die von Pius XII. zum Bischof geweiht wurden. Sein Nachfolger wurde Bischof Joseph Xu Zhixuan, ehemaliger Koadjutorbischof seit 1989, der offiziell staatlich anerkannt war und am 8. Dezember 2008 starb. Jetziger Bischof der Diözese ist Paul He Zeqing, ehemaliger Koadjutorbischof seit 2005.
Im Jahr 1998 wurden Matthias Duan Yin-ming Xu Zhixuan und Joseph Xu Zhixuan eingeladen, an der Sonderversammlung der Bischofssynode für Asien teilzunehmen, aber die chinesische Regierung verweigerte ihnen die Erlaubnis zur Ausreise.

## Ordinarien

### Apostolischer Vikar von Wanhsien
- Francis Wang Tse-pu (16. Dezember 1929 – 11. April 1946)

### Bischöfe von Wanzhou
- Francis Xavier Wang Ze-pu  (11. April 1946 – 3. Juli 1947)
- Matthias Duan Yin-ming (9. Juni 1949 – 10. Januar 2001)
- Joseph Xu Zhixuan (10. Januar 2001 – 8. Dezember 2008)
- Paul He Zeqing (seit 13. Dezember 2008 von Peking und seit dem 22. September 2018 auch von Rom anerkannt)